# Stavros Theodorakis
Stavros Theodorakis (en griego: Σταύρος Θεοδωράκης) (Drapanias, La Canea, Creta, 21 de febrero de 1963) es un periodista, presentador de televisión y político griego, fundador y líder del partido político centrista El Río (en griego: To Potami o Το Ποτάμι), parlamentario en la 16.ª Legislatura del Consejo de los Helenos, electo en los comicios de enero de 2015 por el distrito electoral de La Canea y reelecto para la 17.ª Legislatura en las elecciones anticipadas de septiembre de 2015, por el distrito electoral de la ciudad de Tesalónica.

## Biografía

### Primeros años
Stavros Theodorakis nació el 21 de febrero de 1963 en Drapanias, un pueblo del municipio de Kissamos, en la actual unidad periférica de La Canea de la isla griega de Creta, y creció en Agía Varvara, en Atenas Occidental.

### Trayectoria periodística
Stavros  Theodorakis comenzó su actividad periodística en 1984 en la radio estatal EPT, continuó con la izquierdista «Primera» —Πρώτη— y cuando terminó, comenzó a escribir para el periódico conservador «del Sur» —Mesimvrini o Μεσημβρινή—.
Ha trabajado en nueve estaciones de radio, como «902 A la izquierda FM» —902 Αριστερά στα FM— y «SKAI 100.3» —ΣΚΑΪ Ραδιόφωνο—, seis revistas, cuatro estaciones de televisión y ha realizado entrevistas a políticos en el «Kyriakatiki Eleftherotypía», una edición dominical de este diario, y también en «La Tribuna» —To Vima o Το Βήμα—.
Entre 1985 y 1987, Theodorakis regresó a la comunidad donde creció, y junto con el periodismo, él se dedicó a la provisión de educación a los romaníes. También es aficionado a la cocina cretense, esta fue la razón por la que en 2005 creó junto con unos amigos el restaurante Alatsata —Αλάτσι—.
Escribió y publicó tres libros con la editorial El Río: «Confesiones protagonistas» —Εξομολογήσεις Πρωταγωνιστών— en 2002, «Mi pueblo» —Οι άνθρωποι μου— una obra colectiva en 2010 y «Lo que vivimos» —Αυτό που ζούμε— en 2011, con ilustraciones de Dimitris Chantzopoulos.
En el año 2000, Theodorakis comenzó el programa de televisión «Protagonistas» en el canal público NET —Néa Ellinikí Tileórasi— de la ERT, y en 2006 lo llevó a la estación privada Mega Channel. Todos los sábados, escribió la columna «Otros protagonistas» en el diario Ta Nea. En 2010, junto con otros periodistas de renombre crearon www.protagon.gr, un sitio web con «historias para pensar diferente».
El 26 de febrero de 2014, anunció su decisión de dejar tanto su programa en Mega TV y su columna en Ta Nea con el fin de lanzar un nuevo partido político, y también se comprometió a quedar en segundo plano en la página web Protagon.gr.

### Actividad política
El 26 de febrero de 2014, Stavros Theodorakis anunció que abandonaría el periodismo para fundar el partido político El Río —Το Ποτάμι o To Potami—, planteando que los objetivos de la nueva organización son: un parlamento más reducido, la disminución de la burocracia, un sistema de justicia más rápido, la promoción de la cultura y el turismo, así como el derecho al voto de los inmigrantes en las elecciones locales, tratando de «crear una nueva política europea para promover un movimiento más amplio de izquierda», y sobre la crisis de la deuda soberana en Grecia, declaró que «la supervivencia de un país no puede depender de la bondad de sus acreedores».
Theodorakis puso en marcha el nuevo partido el 11 de marzo del mismo año en Atenas, con la presentación de las líneas programáticas, prioridades y posicionamiento sobre cuestiones claves, siendo descrito por los medios como un partido europeísta y centrista, inspirado en la socialdemocracia y el liberalismo, y dependiente en gran medida de la popularidad personal de su fundador para atraer a los votantes.
El partido To Potami participó por primera vez en las elecciones al Parlamento Europeo de 2014, y se posicionó como la quinta fuerza política de Grecia con 6,6 % de los votos y dos escaños, aunque Theodorakis no fue inscrito candidato. 
En las elecciones parlamentarias del 25 de enero de 2015, To Potami se convirtió en la cuarta fuerza política del país, con el 6 % de los votos y 17 escaños en la 16.ª Legislatura del Consejo de los Helenos. Stavros Theodorakis resultó elegido miembro del Parlamento Helénico, en representación del distrito electoral de La Canea, en la isla de Creta.
En las elecciones anticipadas del 20 de septiembre de 2015, el partido To Potami obtuvo el 4 % de los votos y 11 escaños —descendiendo a sexta fuerza política— en la 17.ª Legislatura del Consejo de los Helenos. Theodorakis fue reelecto miembro del Parlamento Helénico, esta vez por el distrito electoral del área urbana de Tesalónica, y sobre estos resultados electorales declaró ante los medios griegos que «To Potami está muy lejos de sus objetivos» y afirmó que no formarían parte del nuevo gobierno de Alexis Tsipras, porque su partido «no tiene el poder de determinar los acontecimientos».
En las elecciones al Parlamento Europeo de 2019, To Potami perdió su representación. Tras el resultado, el líder del partido, Stavros Theodokratis, anunció que To Potami no participaría en las elecciones parlamentarias de 2019; Theodokratis también anunció su renuncia al liderazgo del partido.